# باتريس كارتيرون

باتريس كارتيرون (بالفرنسية: Patrice Carteron)‏ (30 يوليو 1970 في سانت بريوك) هو مدافع كرة قدم فرنسي معتزل .

## مسيرته الكروية
بدأ كارتيرون مسيرته الرياضية في نادي بريوتشين ثم انتقل إلى نادي لافال سنة 1992 ثم إلى نادي رين سنة 1994 ثم إلى نادي ليون 1997 ثم إلى نادي سانت إتيان سنة 2000 وتمت إعارته إلى نادي سوندرلاند الإنجليزي من يناير إلى يونيو 2001. عاد إلى نادي سانت إتيان وبعدها انتقل إلى نادي كان في سنة 2005 واعتباراً من سنة 2008 أصبح لاعباً ومدرباً للنادي.

## مسيرته التدريبية

### ديجون
في 25 يونيو 2009, عين نادي ديجون الفرنسي باتريس كارتيرون مدربا للنادي. في 24 مايو 2012, ترك نادي ديجون الذي هبط لدوري الدرجة الثانية الفرنسي.

### منتخب مالي
في 12 يوليو 2012 تم تعينه مدربا لمنتخب مالي لكرة القدم وتحت قيادته حل المنتخب ثالثا في بطولة أمم أفريقيا لكرة القدم.

### تي بي مازمبي
تولى كارتيون تدريب فريق تي بي مازيمبي الكنغولي في مايو 2013. قاد الفريق للفوز بلقب دوري أبطال أفريقيا 2015، وبعدها الحصول على المركز السادس في كأس العالم للأندية لكرة القدم 2015. ثم رحل عن الفريق في يناير 2016، بعدما انتهى عقده في 23 ديسمبر 2015. وقال كارتيرون أنه رفض تجديد عقده باحثًا عن تحد جديد بعدما حقق «كل شئ مع مازيمبي خلال عامين ونصف».

### وادي دجلة
وبعدها حط كارتيرون الرحال نحو الدوري المصري. حيث تعاقد مع نادي وادي دجلة في يناير 2016 لتدريب الفريق خلفًا لحمادة صدقي. وفي خلال أيام تعاقد النادي مع النجم الفرنسي الدولي المخضرم فلوران مالودا لمدة 6 أشهر بناءًا على رغبة كارتيرون. فاز النادي في 20 مباراة من أصل 30 مباراة تحت قيادة كارتيرون.

### الأهلي المصري
أعلن النادي الأهلي المصري التعاقد مع كارتيرون مديرًا فنيًا في يوليو 2018 لمدة موسمين خلفا لحسام البدري.لم يستمر طويلا مع الفريق، وتمت إقالته في 23 نوفمبر 2018 بعد خسارته لقب دوري أبطال إفريقيا أمام الترجي التونسي في النهائي ثم الخروج مبكرًا من البطولة العربية بالتعادل مع الوصل الإماراتي ذهاباً وإياباً في الدور الثاني من البطولة.

### الرجاء البيضاوي
تعاقد الرجاء البيضاوي مع كارتيرون في 29 يناير 2019 لمدة موسم ونصف خلفا للإسباني خوان كارلوس غاريدو. قاد كارتيرون الفريق للتتويج بلقب كأس السوبر الأفريقي في مارس بعد الفوز على الترجي التونسي. ثم إقيل في 11 نوفمبر 2019 بسبب سوء النتائج في منافسات الدوري المغربي للمحترفين.

### الزمالك المصري
أعلن نادي الزمالك يوم 3 ديسمبر 2019 تعيين باتريس كارتيرون مديرًا فنيًا للفريق خلفُا للصربي ميلوتان سريديوفيتش، ويعاونه الثنائي سامي الشيشيني وأمير عبد العزيز. توج مع الزمالك بلقب كأس السوبر الأفريقي في فبراير 2020 بعدما فاز الفرق على الترجي التونسي بنتيجة 3-1. وبعدها بأيام، فاز الزمالك بلقب كأس السوبر المصري 2019–20 بركلات الترجيح أمام الأهلي.

### التعاون السعودي
في 16 سبتمبر 2020، اتفقت إدارة نادى التعاون مبدئياً مع الفرنسي باتريس كارتيرون لتدريب الفريق الأول خلفاً للسعودي عبد الله عسيري المدرب المؤقت. في 11 مارس 2021، أعلن نادي التعاون السعودي انفصاله رسمياً عن المدير الفرنسي باتريس كارتيرون بالتراضي بعد أشهر قليلة من توليه مهمة تدريب الفريق في الدوري السعودي للمحترفين.

### الزمالك المصري
في 12 مارس 2021، أعلن نادي الزمالك، توجيه الشكر للبرتغالي جايمي باتشيكو المدير الفني للفريق، عقب الفوز على سيراميكا كليوباترا ضمن منافسات الدوري المصري الممتاز والتعاقد مع الفرنسي باتريس كارتيرون المدير الفني السابق للفريق، قادمًا من التعاون السعودي بعد أن فسخ تعاقده بالتراضي. وفاز مع الفريق بالدوري المصري الممتاز وقد أعلن مجلس إدارة الزمالك يوم 28 فبراير 2022 عن خبر إقالته من منصبه بسبب سوء النتائج وتراجع أداء الفريق

### الاتفاق السعودي
أعلن نادي الاتفاق السعودي التعاقد مع باتريس كارتيرون لتدريب الفريق الأول لكرة القدم حتى نهاية الموسم الحالي 2022، وهذا بعد أن رحل عن الزمالك بعد فسخ التعاقد بالتراضي 

## بطولات

### لاعب

#### ليون
- كأس إنترتوتو (1) : 1997

#### سانت إيتيان
- الدوري الفرنسي الدرجة الثانية (1) : 2003-2004

### مدرب

#### تي بي مازمبي
- الدوري الوطني الكونغولي (2) : 2013 -2014
- دوري أبطال أفريقيا (1) : 2015

#### الرجاء البيضاوي
- كأس السوبر الأفريقي (1) : 2019

#### الزمالك
- كأس السوبر الأفريقي (2) : 2020
- كأس السوبر المصري (2) : [[كأس السوبر المصري2020
- الدوري المصري 2021/2020 (2)